# Madame Édouard Manet dans la serre
Madame Édouard Manet dans la serre est une huile sur toile d'Édouard Manet peinte en 1879, conservée à la Galerie nationale d'Oslo.
Elle représente l'épouse du peintre dans la serre où elle venait fréquemment assister aux séances de pose pour un autre tableau de son mari, dans le même lieu, intitulé Dans la serre.

## Le modèle
La corpulente Suzanne Leenhoff s'est encore alourdie depuis La Lecture, pourtant Manet a envie de faire poser son épouse à l'endroit même où avait pris place les époux Guillemet, une Parisienne piquante et son mari, un couple mondain dont la femme était célèbre pour sa beauté et son élégance parisienne. La sophistication de la pose et de la représentation du couple et du décor, contraste avec le style que Manet utilise ici pour Suzanne, empreint de simplicité.

Dans la Serre, 1879, Alte Nationale Galerie

C'est avec réalisme et affection que Manet la montre et fait ressortir sa bonhommie. Giuseppe De Nittis dit d'elle : « Madame Manet avait une chose très particulière : une grâce de bonté, de simplicité, de candeur dans l'esprit, une sérénité que rien n'altérait. On sentait, dans ses moindres mots, la passion qu'elle avait pour son enfant terrible et charmant de mari. »
Madame Manet plutôt forte, hollandaise placide, n'a rien d'une frêle parisienne. Elle dit la chose elle-même avec une bonhommie souriante. Elle trouve ce tableau fort réussi et l'accroche au mur de sa chambre après la mort de Manet.

## Provenance
Suzanne Manet se défait à regret du tableau lorsqu'elle a un besoin pressant d'argent en août 1895. Maurice Joyant, collectionneur d'art et ami d'enfance de Toulouse-Laurec, le lui achète pour 6 000 francs. En juillet 1911, Joyant le vend à Georges Bernheim. La Société des amis du musée d'Oslo s'en porte acquéreur en 1918. 

## Copie
Manet fait faire une copie  de ce portrait par Jean-Georges Vibert pour Léon Leenhoff. La copie circule longtemps en Allemagne comme un original.